# Serie Interamericana
La Serie Interamericana fue una competencia internacional de béisbol que reunía anualmente a los equipos ganadores de las ligas profesionales de Venezuela, Estados Unidos (Ligas Independientes o Ligas Negras), México, Panamá y Nicaragua. Fue precursora de la actual Serie del Caribe. 

## Historia

### Primera etapa
La idea de crear un campeonato, que reuniera a los mejores equipos del béisbol del Caribe tiene su fundamento el 18 de octubre de 1946 en la primera Serie Interamericana inaugurada en Caracas, Venezuela, fue iniciativa del aficionado y hombre de negocios venezolano Jesús Corao.
Durante un mes se enfrentaron los equipos: Industriales de Monterrey (Hoy Sultanes de Monterrey), de México; All Cubans, de Cuba; Brooklyn Bushwicks, de Estados Unidos y Cervecería Caracas (Hoy Leones del Caracas), de Venezuela.
Esa primera Serie Interamericana fue ganada por el conjunto estadounidense quien contaba con la futura estrella de la MLB Whitey Ford.
En 1950, cuando se llevó a cabo el último de estos campeonatos, lo ganó el club anfitrión, el Caracas encabezado por su gran estrella Alfonso Carrasquel.
La respuesta del público a la Serie Interamericana fue tan buena, que los empresarios venezolanos Oscar "El Negro" Prieto y Pablo Morales tuvieron la idea de crear la Serie del Caribe. A finales de 1948, Prieto y Morales presentaron el proyecto en Miami ante una convención de la recién creada Confederación de Béisbol del Caribe, integrada por Cuba, Puerto Rico, Panamá y Venezuela.
El 21 de agosto de 1948, en Cuba, firmaron el acuerdo para la Serie del Caribe, competencia en la que participarían los cuatro equipos campeones de los países miembros de la Confederación de Béisbol del Caribe. Las cuatro novenas se enfrentarían a dos vueltas en seis días, con dos juegos diarios, durante el mes de febrero de cada año.
Durante dos años, 1949 y 1950, se celebraron tanto la Serie Interamericana, como la Serie del Caribe, que fue inaugurada en 1949 en el estadio del Cerro en La Habana, y se jugó por segunda vez en el Sixto Escobar en San Juan, Puerto Rico.

### Segunda etapa
En 1960, Fidel Castro prohíbe los equipos profesionales en Cuba, ocasionando la desaparición de la Serie del Caribe.
No obstante, para continuar con la internacionalización del beisbol latino, las Ligas Invernales de Puerto Rico, Panamá y Venezuela acordaron la celebración de un evento similar a la Serie del Caribe, pero con el nombre de Serie Interamericana, como el otrora torneo realizado en Caracas, pautado a celebrarse anualmente: 1961, 1962, 1963 y un año más tarde, Nicaragua realizó "por invitación" el torneo viendo acción boricuas y panameños. En esta serie se dieron cita grandes peloteros que a la postre se convirtieron en estrellas del béisbol mayor.
En el febrero de 1964, los equipos competidores fueron: Senadores de San Juan (Puerto Rico), Cigarrilleros del Marlboro (Panamá) y los dos mejores equipos de la liga nicaragüense (por la no asistencia de Venezuela): Tigres del Cinco Estrellas y el Oriental. El título de campeón de la Serie Interamericana 1964 fue ganado por los "Tigres del Cinco Estrellas" en la final contra los "Senadores de San Juan".
En los Senadores de San Juan estaban los peloteros puertorriqueños, estrellas de las Grandes Ligas: Roberto Clemente -rumbo a la idolatría con cuatro temporadas consecutivas sobre 300 puntos jugando para los Piratas de Pittsburgh, incluyendo su primer cetro de bateo-, Orlando "Peruchín" Cepeda, José Antonio Pagán Rodríguez, brillante campocorto de los Gigantes, Juan "Terín" Pizarro Cordova, José "Palillo" Santiago Alfonso, Ramón "Wito" Conde Román, José Alberto "Coco" Laboy y Luis Enrique "Tite" Arroyo, más el aporte de los estadounidenses Warren Hacker, Horace Clarke y Grover William "Deacon" Jones.
Para el año de 1965, dominicanos y venezolanos realizaron la última edición de esta serie, participando 2 equipos por país. Esta serie no fue concluida aunque las Águilas Cibaeñas cuentan el torneo dentro de su palmarés. 
Y al igual que la primera etapa, ésta segunda también concluiría con la realización del quinto torneo.

## Campeones

### Primera etapa
| Año  | Sede    | Campeón            |
| ---- | ------- | ------------------ |
| 1946 | Caracas | Brooklyn Bushwicks |
| 1947 | Caracas | Buffalo All-Stars  |
| 1948 | Caracas | Buffalo All-Stars  |
| 1949 | Caracas | New York Stars     |
| 1950 | Caracas | Cervecería Caracas |

### Títulos por país
| Año  | Sede             | Campeón                  |
| ---- | ---------------- | ------------------------ |
| 1961 | Caracas          | Industriales de Valencia |
| 1962 | San Juan         | Cangrejeros de Santurce  |
| 1963 | Ciudad de Panamá | Chiriquí-Bocas           |
| 1964 | Managua          | 5 Estrellas              |

| País           | Cantidad | Años                   |
| -------------- | -------- | ---------------------- |
| Estados Unidos | 4        | 1946, 1947, 1948, 1949 |
| Venezuela      | 2        | 1950, 1961             |
| Puerto Rico    | 1        | 1962                   |
| Panamá         | 1        | 1963                   |
| Nicaragua      | 1        | 1964                   |

### Títulos por equipo
| Equipo                   | Cantidad | Años       |
| ------------------------ | -------- | ---------- |
| Buffalo All-Stars        | 2        | 1947, 1948 |
| Brooklyn Bushwicks       | 1        | 1946       |
| New York Stars           | 1        | 1949       |
| Cervecería Caracas       | 1        | 1950       |
| Industriales de Valencia | 1        | 1961       |
| Cangrejeros de Santurce  | 1        | 1962       |
| Chiriquí-Bocas           | 1        | 1963       |
| 5 Estrellas              | 1        | 1964       |